# Franck Bouyer
Franck Bouyer es un ciclista profesional francés. Nacido en Beaupréau el 17 de marzo de 1974, debutó como profesional en 1994.
En 2002 se impuso en la prestigiosa Copa de Francia de Ciclismo, después de ganar el Tour de Vendée y de subir al podio en el GP Cholet-Pays de Loire y en el Trofeo de los Escaladores.

## Interrupción por narcolepsia
A Franck Bouyer se le diagnosticó narcolepsia, un defecto genético que causa somnolencia repentina. Para luchar contra su enfermedad, tuvo que curarse utilizando modafinilo, un fármaco prohibido por la Unión Ciclista Internacional.
No le fue permitido competir por la UCI en junio de 2004, aunque finalmente le fue permitido por la Agencia Mundial Antidopaje (AMA) para correr a partir de agosto de 2005. Después de esta sentencia la UCI apeló esta decisión y fue convocado de nuevo ante el Tribunal de Arbitraje Deportivo (TAS) en Lausanne en enero de 2006 , y de nuevo se le prohibió competir en marzo de 2006.
Sin equipo en el mes de enero de 2007, Franck Bouyer demandó a la UCI (Unión Ciclista Internacional) y la Agencia Mundial Antidopaje por obstruir su libertad de trabajo. Ganó el caso en octubre de 2007. Anunció su reaparición con el equipo Bouygues Telecom y después de tres temporadas se le permitió, el 21 de octubre de 2008, ser tratado por un nuevo fármaco, Xyrem.

## Retirada
Al final de la temporada 2013 anunció su retirada del ciclismo tras diecinueve temporadas como profesional (pese al tiempo que estuvo sin correr debido a la narcolepsia) y con 39 años de edad.

## Palmarés
2001
- Tour de Limousin, más 1 etapa

2002
- Tour de Vendée
- Copa de Francia de Ciclismo

2004
- 1 etapa del Circuito de la Sarthe
- París-Camembert

2010
- Tour de Bretaña

## Resultados en las grandes vueltas
| Carrera         | 1995 | 1996 | 1997 | 1998 | 1999 | 2000  | 2001 | 2002  | 2003 | 2004 | 2005 | 2006 | 2007 | 2008 | 2009 | 2010 | 2011 | 2012 | 2013 |
| --------------- | ---- | ---- | ---- | ---- | ---- | ----- | ---- | ----- | ---- | ---- | ---- | ---- | ---- | ---- | ---- | ---- | ---- | ---- | ---- |
| Giro de Italia  | -    | -    | -    | -    | -    | -     | Ab.  | -     | -    | -    | -    | -    | -    | -    | -    | -    | -    | -    | -    |
| Tour de Francia | -    | Ab.  | -    | 94.º | -    | 122.º | 74.º | 114.º | -    | -    | -    | -    | -    | -    | -    | -    | -    | -    | -    |
| Vuelta a España | -    | -    | -    | -    | -    | -     | -    | -     | -    | -    | -    | -    | -    | -    | Ab.  | -    | -    | -    | -    |
| Mundial en Ruta | -    | -    | -    | -    | -    | -     | -    | -     | -    | -    | -    | -    | -    | -    | -    | -    | -    | -    | -    |

-: no participa

Ab.: abandono

## Equipos
- Castorama (1994-1995)
- Agrigel-La Creuse (1996)
- Française des Jeux (1997-1999)
- Bonjour (2000-2002)
- Brioches La Boulangère (2003-2004)
- Bouygues Telecom (2005-2010)
- Team Europcar (2011)